# This Day Forward
This Day Forward was een Amerikaanse band uit Philadelphia (Pennsylvania), die actief was van 1996 tot 2003 en wiens stijl varieerde van metalcore tot posthardcore met indierockinvloeden.

## Bezetting
Laatste bezetting
- Mike Shaw (zang)
- Colin Frangicetto (drums)
- Gary Shaw (basgitaar)
- Brendan Ekstrom (gitaar)
- Vadim Taver (gitaar)

Voormalige leden
- Mike Golen (gitaar)
- Randy Wehrs (gitaar)
- Sean McGuigan (basgitaar on tours 2000-2001)

## Geschiedenis
De band werd in 1997 in de buitenwijken van Philadelphia opgericht door de broers Mike en Gary Shaw op respectievelijk zang en bas, samen met Randy Wehrs en Mike Golen op gitaar en Colin Frangicetto op drums. Ze speelden aanvankelijk op lokale plaatsen, namen hun eerste demo op in 1998 en brachten hun eerste volledige album Fragments Of An Untold Story Born By Shunning The Opportunity uit in 1999 bij Break Even Records. Dit was een rauwe combinatie van metalcore en schreeuwende zang, vaak vergeleken met Converge, maar aantoonbaar met meer melodieuze riffs. Kort daarna werden ze gecontracteerd door Eulogy Recordings en brachten ze The Transient Effects of Light on Water uit in 2000. Door bij Eulogy te spelen, konden ze grotere shows spelen, zoals Hellfest 2000 in Syracuse (New York) en ze ontwikkelden snel een toegewijde schare fans buiten hun thuiscircuit.
Kort na het uitbrengen van Transient Effects trad Vadim Taver, een vriend van de band en voormalig gitarist van de metalband A Life Once Lost (ook uit Philadelphia), toe tot This Day Forward en in 2002 bracht deze nieuwe bezetting de ep Kairos uit. Hoewel Transient Effects een vooruitgang was vanaf de eerste publicatie, maar min of meer trouw was gebleven aan dezelfde stijl, was Kairos een duidelijke verschuiving. De riffs waren vaak subtieler en niet strikt door metal beïnvloed en de nummers, hoewel nog steeds over het algemeen zwaar, werden afgewisseld met veel zachtere delen. Bovendien varieerde Shaw de zang enorm, met zuivere zang en een bijna gesproken woord-achtige schreeuw naast zijn originele keelkreet. Het album werd goed ontvangen door critici en bevatte Geoff Rickly van Thursday, die gastzang deed aan het einde van het nummer Sunfalls and Watershine, dat behoorlijk wat aandacht kreeg op radiostations van de universiteit.
This Day Forward tekende eind 2002 bij Equal Vision Records met de nieuwe gitarist Brendan Ekstrom (voorheen 200 North), tegen die tijd dat ze al verschillende Amerikaanse tournees hadden voltooid en in het daaropvolgende jaar In Response uitbrachten. Dit album dwaalde nog verder af van hun oorspronkelijke geluid, waarbij het geschreeuw grotendeels werd verlaten en meer traditionele songstructuren werden opgenomen, evenals zachtere achtergrondzang van Taver. Als gevolg hiervan werd de band voorspelbaar beschuldigd van uitverkoop door sommige fans, hoewel anderen het nog steeds hun beste en meest originele werk vinden. In de maanden na het album toerde de band uitgebreid en speelde ze met bands als Thursday, Murder by Death, Sincebyman en Christiansen, voordat ze hun breuk in november aankondigden. De redenen hiervoor zijn niet goed bekend. Onder de geruchten die de ronde deden, waren dat sommige leden ontevreden waren over In Response of gedesillusioneerd waren over het hardcore circuit, maar geen van deze leek onderbouwd, hoewel Mike tijdens een van hun laatste shows met Poison the Well buiten het podium liep midden in een nummer na een ruzie en zei: en dan vraag je je af waarom bands uit elkaar gaan. De band speelde de laatste etappe van hun laatste tournee in december met Alexisonfire, eindigend met hun laatste show in de First Unitarian Church of Philadelphia, een geliefde lokale muzieklocatie waar ze al vroeg in hun carrière hadden gespeeld.

## Andere projecten
Hoewel This Day Forward definitief ter ziele lijkt te zijn, waren bijna al haar leden sinds 2003 betrokken bij verschillende muzikale inspanningen. Mike Shaw en Mike Golen werkten aan de musical Chateau, die naar verwachting eind 2016 zou worden uitgebracht. Shaw heeft ook gastzang verzorgd voor de lokale band A Trunk Full of Dead Bodies op het niet eerder uitgebrachte nummer The First to Dance met Rachel Minton van Zolof the Rock & Roll Destroyer en de lokale band I Am Alaska op het nummer Get Real. Gary is opnieuw in de werkende wereld terechtgekomen, terwijl Frangicetto en Ekstrom hebben samengewerkt met de voormalige Saosin-zanger Anthony Green om de bekende Circa Survive te formeren. Vadim Taver had al samengewerkt met de voormalige Hot Cross-gitarist Josh Jakubowski in het akoestisch emo-zijproject Superstitions of the Sky, nog voordat This Day Forward uit elkaar was gegaan. Hij verscheen ook op de ep Fair Trades and Farewells van Hot Cross in 2004, Zolof the Rock and Roll Destroyers eerste volledige album Jalopy Go Far en speelde gitaar en zong leadzang in Marigold, voordat hij vertrok en verhuisde naar Californië in de zomer van 2006. In 2010 bracht Taver zijn debuut soloalbum Expand, Escape uit bij Falling Leaves Records.

## Discografie
- 2000: The Transient Effects of Light on Water (Eulogy Recordings)
- 2001: Fragments of an Untold Story Born by Shunning the Opportunity (Break Even Records, herpublicatie bij Eulogy)
- 2002: Kairos EP (Eulogy Recordings)
- 2003: In Response (Equal Vision Records)